# Тацухико Кубо
Тацухико Кубо (јап. 久保 竜彦; 18. јун 1976) бивши је јапански фудбалер.

## Каријера
Током каријере је играо за Санфрече Хирошима, Јокохама Ф. Маринос, Јокохама и многе друге клубове.

## Репрезентација
За репрезентацију Јапана дебитовао је 1998. године. За тај тим је одиграо 32 утакмице и постигао 11 голова.

## Статистика
| Јапан  | Јапан   | Јапан  |
| Година | Наступи | Голови |
| ------ | ------- | ------ |
| 1998.  | 1       | 0      |
| 1999.  | 1       | 0      |
| 2000.  | 5       | 0      |
| 2001.  | 2       | 0      |
| 2002.  | 5       | 0      |
| 2003.  | 3       | 2      |
| 2004.  | 9       | 6      |
| 2005.  | 0       | 0      |
| 2006.  | 6       | 3      |
| Укупно | 32      | 11     |